# Nigrische Demokratische Union
Die Nigrische Demokratische Union (französisch: Union Démocratique Nigérienne, Kürzel: UDN) war eine politische Partei im französischen Überseegebiet Niger.

## Geschichte

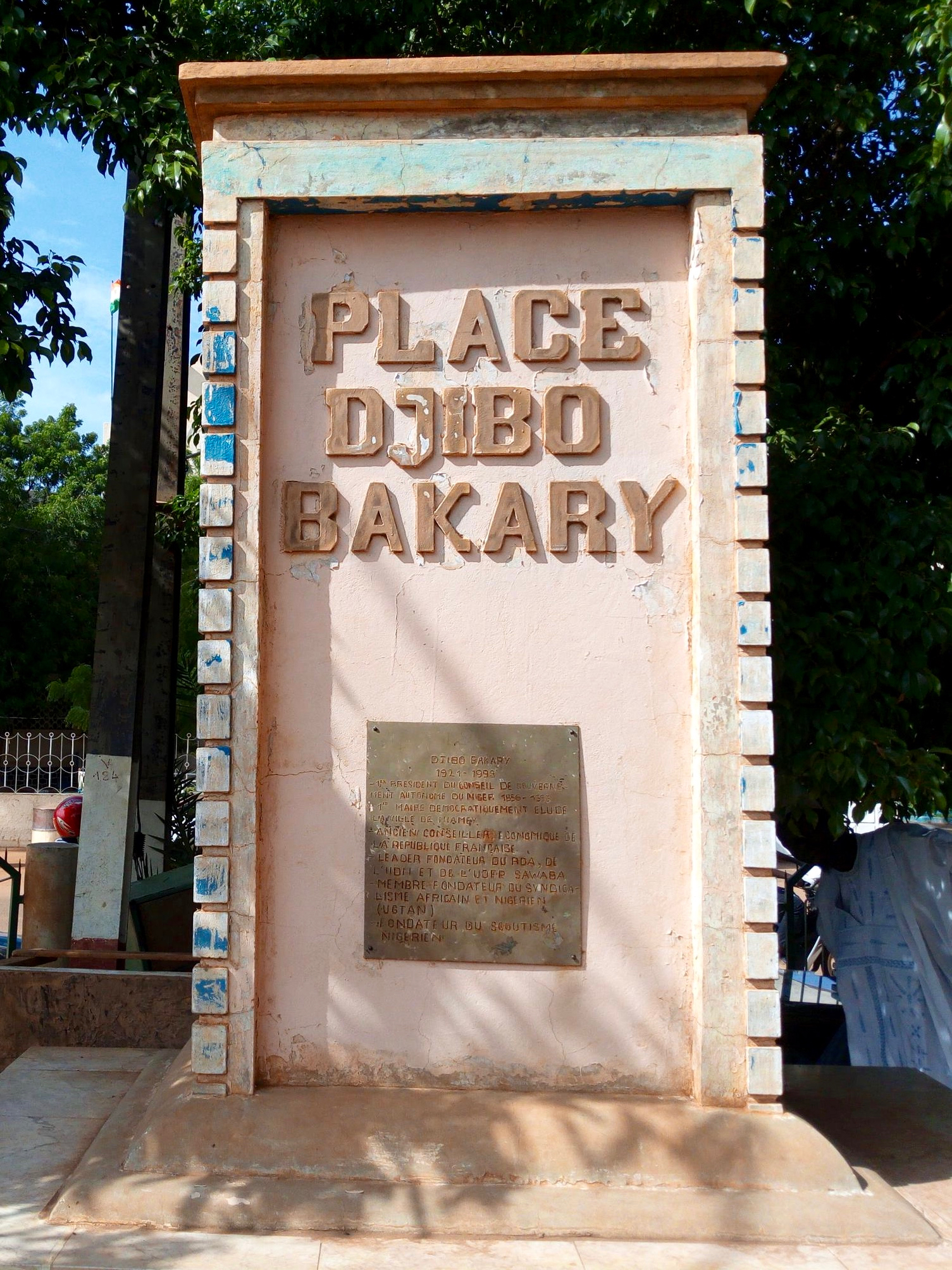
Gedenkstele für Djibo Bakary in Niamey, deren Inschrift ihn als Gründer der UDN würdigt

Die UDN wurde am 28. März 1954 unter der Führung von Djibo Bakary als Abspaltung von der Nigrischen Fortschrittspartei (PPN-RDA) gegründet. Bakary war Generalsekretär des PPN-RDA gewesen, aus dem er ausgeschlossen wurde, weil er den unter Félix Houphouët-Boigny erfolgten Bruch der Mutterpartei Afrikanische Demokratische Sammlung (RDA) mit der Kommunistischen Partei Frankreichs nicht akzeptieren wollte. Am 19. Juni 1954 erschien die erste Ausgabe der UDN-Parteizeitung Le Démocrate. Die neugegründete UDN, die ihre Macht vor allem auf den Gewerkschaften im Westen Nigers aufbaute, erklärte sich zur zweiten nigrischen Sektion des RDA neben dem PPN-RDA. Ein RDA-Kongress, der von 8. bis 11. Juli 1955 in Conakry stattfand, entschied jedoch, lediglich den PPN-RDA als Sektion des RDA in Niger anzuerkennen.
Niger hatte zwei Sitze in der französischen Nationalversammlung inne. Bei den Wahlen am 2. Januar 1956 verfehlte Djibo Bakary zwar den Einzug in die Nationalversammlung, hätte allerdings trotz Manipulationen der französischen Verwaltung zugunsten von Hamani Diori (PPN-RDA) diesen fast geschlagen. Am 18. November 1956 fanden in der nigrischen Hauptstadt Niamey erstmals Kommunalwahlen statt. Der PPN-RDA gewann 13 Sitze, die UDN zehn Sitze und der Nigrische Aktionsblock (BNA) vier Sitze. In einem überraschenden Manöver schlossen sich UDN und BNA schon am 19. November zu einer Partei zusammen und Bakary wurde der erste Bürgermeister in der Geschichte Niameys. Die neue Partei formierte sich als nigrische Sektion der interterritorialen Afrikanischen Sozialistischen Bewegung (MSA) und nahm später den Namen Sawaba an.